# Heliophisma varians
Heliophisma varians là một loài bướm đêm trong họ Erebidae.